# Арбо, Александр Степанович
Александр Степанович Арбо (настоящая фамилия Остроухов; 12 июня 1882, Тростянец — 10 декабря 1962) — украинский актёр, кинорежиссёр и сценарист.
Родился в семье железнодорожника, старший из четырнадцати детей. Работал в Екатеринославе рабочим литейного цеха, участвовал в студенческом любительском театре, выступая как хара́ктерный комедийный актёр. Далее выступал в труппах Николая Садовского, Дмитрия Гайдамаки, Анисима Суслова, Алексея Суходольского и наконец в Харькове в Русском театре под руководством Николая Синельникова. В Харькове же с 1910 г. обратился к кинематографу.
Выступил как режиссёр, сценарист и один из исполнителей в нескольких картинах дореволюционного периода, спродюсированных Дмитрием Харитоновым: «Денщик подвёл или Хохол напутал» (1910, роль денщика Ивана), «Вот так поцелуй» (1911, роль Бабочкина) и «Дачный мужчина, или Трагик поневоле» (1911, роль Толкачёва — эта лента считается первой российской экранизацией А. П. Чехова, по драматической миниатюре «Трагик поневоле»), «Красивая женщина», «Назойливый вояжёр» (по Аркадию Аверченко) и «Под звон цепей». Историк украинского кино А. А. Шимон отмечает, что как актёр Арбо более убедителен в комедийном репертуаре, однако наиболее важны его режиссёрские эксперименты (в частности, с комбинированными съёмками). В 1926 г. вновь вернулся на экран, сыграв в фильмах «Алим» и «Борьба гигантов».